# Calosphaeriales
Calosphaeriales é uma ordem de fungos da classe Sordariomycetes que contém 2 famílias. São saprófitas e têm pequenos corpos frutíferos.

## Famílias e géneros
- Família Calosphaeriaceae
  - Calosphaeria
  - Calosphaeriophora
  - Jattaea
  - Kacosphaeria
  - Pachytrype
  - Phaeocrella
  - Phragmocalosphaeria
  - Togniniella
  - Wegelina
- Família Pleurostomataceae
  - Pleurostoma
  - Pleurostomophora
- incertae Sedis
  - Conidiotheca
  - Sulcatistroma